# Constantino III de Bretaña

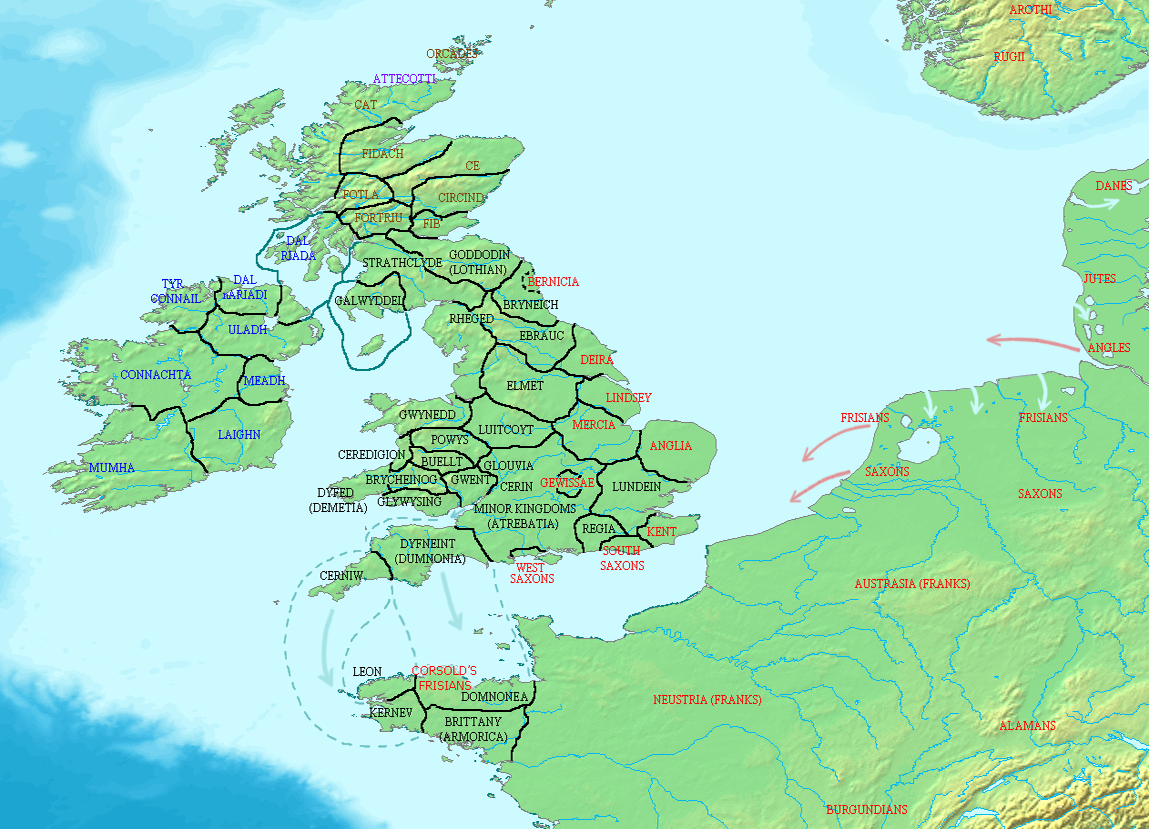
Britannia c. 500 d. C.

Costantino III fue posiblemente un rey de Dumnonia del siglo VI, aparece en la lista de los reyes legendarios de Bretaña (actual Inglaterra) relatada en la Historia Regum Britanniae de Godofredo de Monmouth. Su padre era Cador, duque de Cornualles, pariente del rey Arturo. Costantino combatió en la batalla de Camlann y parece que fue uno de los pocos supervivientes. Cuando lo llevaron a Ávalon, el rey Arturo lo nombró su sucesor.
Godofredo afirma que Constantino continuó con problemas con los sajones y los dos hijos Mordred, Melehan e Melou, a los que mató en una iglesia. Por tal sacrilegio, fue liquidado por Dios y sepultado en Stonehenge, al lado de Uther Pendragon.
Costantino también aparece en obras de Thomas Malory como el primer sucesor del rey Arturo. La tradición lo identifica con Constantino de Domnonia (o Cornualles), quien volviéndose religioso acabó siendo santo, según los  Annales Cambriae .La Iglesia católica conmemora su festividad el 11 de marzo. Este era padre de Erbin de Dumnonia, Meirchion y Digain.